# Laurent Munier
Laurent Munier (Lyon, 30 de setembro de 1966) é um ex-handebolista profissional e treinador francês, medalhista olimpico.
Laurent Munier fez parte do elenco medalha de bronze, em Barcelona 1992. Com 7 partidas e 26 gols.